# William Fox-Pitt
William Fox-Pitt (n. 2 ianuarie 1969, Londra, Anglia, Regatul Unit) este un sportiv ce a reprezentat Regatul Unit al Marii Britanii și al Irlandei de Nord, medaliat olimpic. A participat la 4 ediții ale Jocurilor Olimpice (2004, 2008, 2012, 2016) în care a câștigat două medalii de argint și o medalie de bronz.